# John Leonard Orr
John Leonard Orr, ameriški požigalec, * 26. april 1949.
Orr je romanopisec ter nekdanji gasilski načelnik in požarni preiskovalec v Južni Kaliforniji, ki je obsojen zaradi serijskih požigov, v katerih so umrli štirje ljudje.
Orr je sprva želel postati policist, vendar je bil neuspešen pri sprejemnem izpitu; namesto tega je postal predan požarni preiskovalec in si ustvaril kariero gasilca. V 80. in 90. letih 20. stoletja je Los Angeles pretresla serija požarov, ki so povzročili škodo v več milijonih dolarjih in vzeli štiri življenja. Orra so spoznali za krivega večine teh požarov. Med njegovim požigalnim nizom so mu požarni preiskovalci nadeli ime The Pillow Pyro, Požigalec z vzglavniki.
Deloval je tako, da je podtikal požare z zažigalno-časovno napravo. Ta je običajno vsebovala prižgano cigareto in tri vžigalice, ovite v rumen pisarniški papir, zaščiten z gumijasto elastiko. Požare je podtikal v trgovinah, ko so bile še odprte in v njih kupci. Pogosto je zanetil manjše ognje na travnatih gričih, da bi pritegnil pozornost gasilcev in v bolj strnjenih območjih brez nadzora.

## Požar v južni Pasadeni oktrobra 1984
10. oktobra 1984 je v kalifornijski južni Pasadeni izbruhnil večji požar v nakupovalnem središču, in sicer v prodajalni s strojno opremo Ole's Home Center. Ogenj je prodajalno popolnoma uničil in štirje ljudje so umrli v ognjeni zubljih, tudi dveletni otrok. Naslednjega dne so požarni preiskovalci iz južne Kalifornije sklenili, da je vzrok požara električna napeljava. Orr je kot požarni preiskovalec vztrajal, da gre za podtaknjen požar.
Preiskava je kasneje pokazala, da se je požar pričel z zelo vnetljivim poliuretanskim proizvodom, zaradi katerega se je širil še hitreje. Po aretaciji leta 1991 in obsodbi za serijo ostalih požigov, ki niso povezani s požarom v prodajalni Ole's Home Center, so Orra požarni preiskovalci obtožili požigov na podlagi ponovnih forenzičnih ovrednotenj vzrokov za požar, posrednih dokazov in zelo natančnih opisov podobnih požarov, ki jih je opisal v svoji knjigi Points of Origin. V njej je opisal primere s skoraj enakimi podrobnostmi kakor v požaru leta 1984. Orr je bil obsojen na dosmrtno kazen.

## Preiskava
Januarja 1987 so imeli požarni preiskovalci iz zvezne države Kalifornije konferenco v mestu Fresno. Med in po njej so vzplamteli sumljivi požari v bližnjem mestu Bakersfield. Konferenca in odkritje enega neidentificiranega prstnega odtisa, ki se nahajal na kosu papirja iz beležnice, ki je v bistvu bila časovna vžigalna naprava, sta načelniku bakersfieldskih gasilcev Marvinu G. Caseyju vzbudila sum, da je za požige kriv preiskovalec požarov iz okolice Los Angelesa.
Sredi marca 1989 je prišlo do ponovnih požigov vzdolž kalifornijske obale v času konference požarnih preiskovalcev v mestu Pacific Grove v Kaliforniji. S primerjavo seznamov udeležencev konferenc v Fresnu in v Pacific Groveu je načelnik Casey sestavil seznam desetih osumljencev. Na njem je bil tudi Orr, vendar so bili vsi oprani suma potem, ko so njihove prstne odtise primerjali s prstnim odtisom, ki ga je Casey odkril na listku iz beležnice na prizorišču enega izmed požigov.
Konec 1990 in začetku 1991 se je zgodila ponovna serija požigov v južni Kaliforniji, tokrat v okolici Los Angalesa. Za preiskovanje požigov je bila ustanovljena velika delovna skupina, ki so jo poimenovali Delovna skupina Požigalca z vzglavniki (poimenovanje se navezuje na dejstvo, da so bili požari podtaknjeni v vzglavnike). 29. marca 1991 je Tom Campuzanno, član losangeleške protipožigalske delovne skupine, razdelil letak na sestanku, ki ga je organizirala lokalna skupina požarnih preiskovalcev. Na letaku je bil opisan način delovanja osumljenega serijskega požigalca, ki deluje v okolici Los Angelesa. Scott Baker iz kalifornijskege načelnikove pisarne je povedal Campuzannovu o seriji požigov, ki jih preiskuje načelnik Casey in o njegovem sumu, da je oseba, ki potika požare, iz vrst požarnih preiskovalcev iz okolice Los Angelesa. 17. aprila 1991 so se Campuzanno in njegova sodelavca sestali s Caseyem in pridobili kopijo prstnega odtisa, ki ga je Casey odkril in povezal z Orrom.
Orr je postal glavni osumljenec za požige, zaradi tega so ga preiskovali in nadzorovali nekaj mesecev. Orr je odkril, da je nadzorovan 3. maja 1991, ko je našel in odstranil sledilno napravo, ki je pripadala uradu za alkohol, tobak in orožje in bila skrita v blatniku njegovega avtomobila. Orr ni vedel, da so 22. novembra 1991, ko je pripeljal avtomobil na servis, v armaturno ploščo vgradili še napravo za telemetrijo. Medtem je zvezna velika porota predala dokaze. Nedolgo zatem je bil Orr prisoten ob sumljivem požaru, tako da je bilo odločeno, da se zaključi z nadzorovanjem in se pridobi nalog za aretacijo. Ta je bila izvedena 4. decembra 1991.

## Sojenje
31. julija 1992 je porota na zveznem sodišču obsodila Orra za požig po treh od petih točk obtožnice in sodnik ga je obsodil na trideset let zaporne kazni.
Porota na kalifornijskem sodišču je 25. junija 1998 obsodila Orra zaradi umorov, storjenih leta 1984 v prodajalni s strojno opremo. Ob zahtevi porote za smrtno obsodbo je sodišče potrdilo osem od štirih točk za smrtno kazen. Sodnik je dosodil Orru dosmrtno kazen in še dodatnih dvajset let v zaporu brez možnosti predčasnega izpusta.

## Po sojenju, zapuščina
Nekateri požarni preiskovalci in FBI-jev kriminalistični profiler je ocenil Orra kot verjetno enega najhujših ameriških serijskih požigalcev v dvajsetem stoletju. Zvezni ATF agent Mike Matassa verjame, da je Orr zanetil blizu 2.000 požarov med 1984 in 1991. V nadaljevanju so požarni preiskovalci zaznali, da se po Orrovi aretaciji število požarov v okoliških pohodniških poteh zmanjšalo za več kot devetdeset odstotkov.
Najbolj opazen je bil film z naslovom Point or Origin z igralcem Rayem Liotto kot John Orrom. Naslov filma je bil izbran po istoimenskem romanu, ki ga je napisal Orr o serijskem požigalcu, ki je tudi gasilec. Požarni preiskovalci verjamejo, da je Orrov roman opisuje resnične požige, ki jih je zanetil Orr. Slednji je izjavil, da je roman domišljijsko delo, ki nikakor ni povezano z resničnimi dogodki. V intervjuju je zagovarjal svoje delo s trditvijo: »Lik knjige Aaron Siltes je bil povzet po požigalcih, ki sem jih aretiral.« Aaron Stiles je anagram za »I set L. A. arson« (jaz sem podtaknil požare v Los Angelesu).